# Laelia subrosea
Laelia subrosea är en fjärilsart som beskrevs av Walker 1855. Laelia subrosea ingår i släktet Laelia och familjen tofsspinnare. Inga underarter finns listade i Catalogue of Life.